# Burr Tillstrom
Franklin Burr Tillstrom (13 de octubre de 1917 - 6 de diciembre de 1985) fue un titiritero estadounidense, creador del show Kukla, Fran y Ollie.

## Biografía
Nacido en Chicago, Illinois, sus padres eran Bert y Alice Burr Tillstrom, y estudió en la Senn High School de Chicago y en la Universidad de Chicago. Mientras todavía era estudiante de primer año, se le ofreció el trabajo de crear un teatro de títeres para la Works Progress Administration. A raíz de ello creó un títere de guante representando a una dama bostoniana tocada con el típico sombrero victoriano, que permaneció sin nombre hasta que la bailarina rusa Tamara Toumanova lo bautizó kukla, que en el idioma ruso significa muñeca. Después fueron naciendo «Oliver J. el Dragón», la «Bruja Beulah» y el «Conejo Fletcher». 
En 1939, se le invitó a presentar sus Kuklapolitan Players en la Exposición General de segunda categoría de Nueva York de 1939, y al año siguiente la Radio Corporation of America le mandó a Bermudas para participar en la primera transmisión llevada a cabo desde un buque.
Entre 1947 y 1957 Tillstrom trabajó en el show Kukla, Fran and Ollie, protagonizado por sus títeres y por Fran Allison. Este programa fue considerado el primer show infantil apto tanto para niños como para adultos, contando entre sus múltiples admiradores adultos a Orson Welles, John Steinbeck, Tallulah Bankhead, Adlai Stevenson y James Thurber. A principios de 1958, Tillstrom también actuó en el show de variedades de Polly Bergen para la NBC The Polly Bergen Show.
Con unas pocas excepciones, todos los shows fueron improvisados. Una vez que la serie original hubo finalizado en 1957, Tillstrom siguió trabajando con los Kuklapolitans. En 1970, Kukla, Fran y Ollie volvieron a la pantalla en la National Educational Television, con grabación por la emisora WTTW de Chicago, durante dos temporadas. En 1975, este show inició otro período televisivo, con un total de 13 nuevos episodios. En 1977 se iniciaron las giras del Kukla and Ollie Retrospective Stage Show, creación del programa Artista en Residencia del Hope College. En 1978, Kukla, Burr y Ollie se presentaron en el circuito de Broadway, dentro del Side by Side by Sondheim, una revista con canciones de Stephen Sondheim. Tillstrom siguió actuando con sus Kuklapolitan Players hasta su muerte en 1985. 
El 23 de marzo de 1986 se incluyó a Burr Tillstrom en el Television Academy Hall of Fame por su creatividad e innovación en el mundo de los títeres y su adaptación a los nuevos medios y tecnologías, y en 1988 le rindió homenaje el Club de Arte de Saugatuck/Douglas, Michigan. En el Museo de Historia de Chicago se mantiene la Colección y Archivos Burr Tillstrom.
Burr Tillstrom falleció en 1985 en Palm Springs, California, a causa de un fallo cardiaco. Fue enterrado en el Cementerio y Mausoleo Rosehill de Chicago.